# Автошлях Т 2315
| Маршрут: Т 2315                | Маршрут: Т 2315 |
| ------------------------------ | --------------- |
| Кам'янець-Подільський район    |                 |
| Новоушицька селищна громада    |                 |
| Нова Ушиця                     | Т 2308, Т 0610  |
| Іванівка                       | 3,4 км          |
| Новий Глібів                   | 8,7 км          |
| Глібів Слобода                 | 11,5 км         |
| Хмельницький район             |                 |
| Віньковецька селищна громада   |                 |
| Майдан-Карачієвецький          | 16,5 км         |
| Майдан-Олександрівський        | 17,5 км         |
| Карижин                        | 21,5 км         |
| Віньківці                      | 24,8 км Т 2305  |
| Зіньківська сільська громада   |                 |
| Станіславівка                  | 36,5 км         |
| Зіньків                        | 37,4 км         |
| Адамівка                       | 40,8 км         |
| Солобковецька сільська громада |                 |
| Глушківці                      | 48,5 км         |
| Солобківці                     | 52,5 км Н03     |

Автошля́х Т 2315 (старе позначення: Р-109) — територіальний автомобільний шлях в Україні, за маршрутом Нова Ушиця — Віньківці — Солобківці. Проходить територією Кам'янець-Подільського і Хмельницького районів Хмельницької області.
Починається в смт Нова Ушиця, проходить через населенні пункти Кам'янець-Подільського і Хмельницького районів, та закінчується у селі Солобківці, на автошляху Н03.
Основна (проїжджа) частина дороги має ширину 6—8 м, загальна ширина 9—13 м. Покриття — асфальт.
Загальна довжина — 53,9 км.